# Tenzing Norgay
Tenzing Norgay (ur. 15 maja 1914, zm. 9 maja 1986 w Dardżyling) – nepalski himalaista, Szerpa z Solukhumbu, który wraz z Edmundem Hillarym 29 maja 1953 dokonał pierwszego wejścia na Mount Everest – najwyższą górę Ziemi.

## Życiorys
W latach 1935, 1936 i 1938 pracował jako tragarz dla brytyjskich wypraw usiłujących zdobyć Everest od tybetańskiej, północnej strony.
W 1951 brał udział jako sirdar we francuskiej wyprawie na Nanda Devi i wszedł wraz z L. Dubostem na jej wschodni wierzchołek, zdobyty przez Polaków w 1939. Uważał potem to wejście za swoją najtrudniejszą wspinaczkę.
W 1952 uczestniczył w dwóch szwajcarskich wyprawach na Mount Everest (przedmonsunowej jako sirdar, a w pomonsunowej jako członek grupy alpinistycznej) i podczas pierwszej z nich wraz z R. Lambertem osiągnął rekordową podówczas wysokość około 8600 na południowej grani.
W 1953 wziął udział w brytyjskiej, kierowanej przez Johna Hunta, wyprawie na Everest od południowej strony i 29 maja wraz z Edmundem Hillarym stanął na jego wierzchołku. Za swój udział został odznaczony Medalem Jerzego.
Po zdobyciu Everestu osiadł w Dardżylingu (Indie), gdzie był kierownikiem Instytutu Górskiego (Himalayan Mountaineering Institute – HMI) i prezesem Stowarzyszenia Szerpów.
W 1959 został odznaczony indyjskim Orderem Padma Bhushan.